# جلال‌آباد ماربین
جلال‌آباد ماربین، روستایی از توابع بخش شهر بزرگ قهدریجان شهرستان فلاورجان در استان اصفهان ایران است.

## جمعیت
این روستا در دهستان زازران واقع در بخش شهر بزرگ قهدریجان قرار دارد و براساس سرشماری مرکز آمار ایران در سال ۱۳۸۵، جمعیت آن ۱٬۷۷۵ نفر (۴۶۲خانوار) بوده‌است.